# Kerivoula
Kerivoula är ett släkte fladdermöss i familjen läderlappar (Vespertilionidae). Släktet är den enda djurgruppen i underfamiljen Kerivoulinae och bildas av omkring 20 arter. De förekommer i Afrika, Sydostasien, Nya Guinea och Australien.
Det vetenskapliga namnet är sammansatt av de singalesiska orden kehel eller kela (växtodling) och voulha (fladdermus).

## Kännetecken
Individernas päls är ullig och ofta färgglad. Vissa arter har en orange grundfärg med svarta vingar och orange fingrar. Andra är rödbruna, olivfärgade eller gråaktiga, med glest fördelade gråvita hår. Öronen är stora och spetsiga. De har det största antalet tänder av alla fladdermöss, 38 stycken. Med en kroppslängd mellan 31 och 52 millimeter samt en svanslängd mellan 32 och 55 millimeter är de jämförelsevis små fladdermöss. Vikten ligger mellan 4 och 10 gram.

## Levnadssätt
Dessa fladdermöss vistas främst i skogar. Som sovplatser använder de ihoprullade blad, håligheter i träd eller bon som lämnats av vävare. Pälsens färg liknar ofta bladens färg och utgör ett bra kamouflage. De sover antingen ensam eller i grupper med upp till fyra individer som möjligen är familjemedlemmar. Liksom andra fladdermöss är de aktiva på natten. Som huvudföda antas insekter. Upphittade honor var dräktiga med en unge.

## Arter
Enligt Wilson & Reeder (2005) skiljs mellan 19 arter:
- Kerivoula africana lever endemisk i Tanzania.
- Kerivoula agnella finns på små öar söder om Nya Guinea.
- Kerivoula argentata förekommer i östra och södra Afrika.
- Kerivoula cuprosa lever i Kamerun och Kenya.
- Kerivoula eriophora finns endemisk i Etiopien. Arten är bara känd från en enda individ och kanske identisk med Kerivoula africana.
- Kerivoula flora förekommer på Borneo och Små Sundaöarna.
- Kerivoula hardwickii finns från Indien till Filippinerna och Små Sundaöarna.
- Kerivoula intermedia lever på Malackahalvön och Borneo.
- Kerivoula lanosa förekommer i hela Afrika söder om Sahara.
- Kerivoula lenis finns i Indien och Malaysia (delstat Sabah).
- Kerivoula minuta lever på Malackahalvön och Borneo.
- Kerivoula muscina är endemisk för Nya Guinea.
- Kerivoula myrella finns på Moluckerna och på Bismarckarkipelagen.
- Kerivoula papillosa förekommer från norra Indien till Sulawesi.
- Kerivoula pellucida lever i Malaysia, Indonesien och på Filippinerna.
- Kerivoula phalaena har sitt utbredningsområde mellan Liberia och Demokratiska republiken Kongo.
- Kerivoula picta är mycket färgglad, den förekommer från Indien över södra Kina till Moluckerna.
- Kerivoula smithii finns i centrala Afrika.
- Kerivoula whiteheadi lever på Filippinerna, Malaysia och Borneo.

Under 2000-talet beskrevs ytterligare fyra arter:
- Kerivoula furva, på Taiwan och på det kinesiska fastlandet i närheten.
- Kerivoula kachinensis, Sydostasien
- Kerivoula krauensis, Malackahalvön.
- Kerivoula titania, Sydostasien

## Hot
Internationella naturvårdsunionen listar K. africana som starkt hotad (endangered), K. flora som sårbar (vulnerable), 3 arter som nära hotade (near threatened), 5 arter med kunskapsbrist (data deficient) och flera arter som livskraftiga (least concern) men följer inte samma systematik.